# 何洛洛
何洛洛（英語：Luoluo He，2001年5月4日—），本名徐一寧，出生於中华人民共和国浙江省杭州市，中国大陸男歌手、舞者及演員。現為經紀公司悅凱娛樂以及原際畫文化旗下藝人，前為男子音樂組合R1SE成員與原際畫男子音樂組合易安音乐社社長。2017年，成為易安音乐社一期生。3月30日，以第一代易安音乐社社長身份正式出道。他於2019年4月6日參加騰訊視頻男團選拔節目《創造營2019》，並於6月8日最終獲得第二名，成為期間限定團體R1SE成員，在2021年6月14日所屬限定團體R1SE正式結束所有團體活動後，成立「何洛洛工作室」進行活動。

## 個人生活
何洛洛出生於浙江省杭州市蕭山區，高中就讀於杭州市蕭山區第八高級中學，期間展現了在文藝方面的天賦，也因為喜歡運動，他高一時便在班裡擔任了體育委員。之後，何洛洛到上海繼續學業，就讀於上海市奉賢中學，學習之餘他還練習了唱歌和舞蹈等 。2019年，何洛洛參加了上海戲劇學院的藝考，并获得了全国第20名，浙江省第1名的成绩；後因《创造营2019》总决赛行程而未能赶上高考。2022年，何洛洛以全国第八名的成绩通过北京电影学院表演专业考试，并且同年高考成绩为445分，超过浙江表演类最低省控线的373分。

## 演藝經歷
2017年，何洛洛成為上海原際畫文化傳媒有限公司打造的跨次元男子團體易安音樂社一期生。2月14日，以虛擬形象隨易安音樂社發布同名漫畫作品《易安音樂社》。3月30日，上海原際畫文化傳媒有限公司召開發布會，公開了漫畫作品《易安音樂社》中6位漫畫主角的真人形象，以易安音樂社社長身份正式出道。4月9日，出席第17屆音樂風云榜年度盛典，並表演了社歌 《Chitty bang bang bang》。4月21日，作為固定嘉賓參加的易安音樂社自製綜藝《狼人殺Triple Kill》，這是他的綜藝首秀。8月19日，舉辦“易安中學夏日校園文化祭”演唱會。9月29日，出演原創音樂舞台劇《易安音樂社告急的24小時》公演。10月28日，出席愛奇藝FUN盛典，並擔任表演嘉賓。12月15日，隨易安音樂社推出單曲《365天幻想飛行》。12月18日，隨易安音樂社獲得“1218直播節花椒之夜”年度新晉組合。12月25日，隨易安音樂社正式發行社歌《Chitty Bang Bang Bang》。
2018年1月，參加安徽衛視春節聯歡晚會。3月1日，隨易安音樂社推出《易安•音樂社告急的24小時》音樂劇原聲帶，收錄了包括《暫停時間》、《未來練習曲》等在內的9首歌曲。3月8日，參加CCTV-3“花開中國——CCTV時代女性盛典”，與祖海共同演繹歌曲《好運來》。5月11日，隨易安音樂社推出組合首張音樂EP《易安異能億分之六》。5月25日，在杭州舉行“夏天好熱，做夢要趁早”線下游園會首站。6月6日，隨易安音樂社推出組合第2張音樂EP《易安異能進擊宣言》。6月29日，隨易安音樂社推出組合第3張音樂EP《易安異能著陸手記》。8月4日，隨易安音樂社舉行“易安音樂社夏日祭”演唱會。8月5日，隨易安音樂社發布單曲《Summer Time》。11月2日，隨易安音樂社發佈單曲《就是要醬》。11月19日，作為表演嘉賓參加騰訊音樂娛樂直播打榜節目《由你音樂榜樣》第6期，演唱歌曲《就是要醬》。12月25日，隨易安音樂社發布與易安中學合唱的單曲《最好的禮物》。
2019年1月1日，參加中央廣播電視總台元旦晚會。4月2日，隨易安音樂社發行單曲《騎單車》。4月6日，作為學員參與由騰訊視頻製作的青年團訓選秀節目《創造營2019》首播。4月25日，被評選為LikeTCCAsia中國區最美100張新面孔第61位。6月8日，在《創造營2019》總決賽中，獲得第2名，加入男子演唱組合R1SE，並隨R1SE推出組合出道曲《R.1.S.E.》，該歌曲亦是電影《MIB星際戰警：跨國行動》的中國區主題推廣曲。7月19日，隨R1SE為電影《上海堡壘》演唱的片尾主題曲《無愧》發布。8月2日，隨R1SE為電視劇《全職高手》演唱的片尾曲《榮耀的戰場》上線。8月4日，與翟瀟聞、劉也、任豪、趙磊為動畫片《魔道祖師》演唱的推廣曲暨片尾曲《少年如故》上線。8月6日，隨R1SE推出組合首張音樂EP《就要擲地有聲的炸裂》，收錄了包括《誰都別吝嗇》、《十二》等在內的6首歌曲。8月11日，參加R1SE小團綜《Super R1SE•蓄能季》。9月6日，隨R1SE獲得智族GQ Men Of The Year年度人物盛典年度團體獎。10月12日，參加青春體娛跨界類型節目《超新星全運會第二季》。作為運動員代表登台宣誓，並獲得男子射箭決賽季軍、男女混合4*150m接力冠軍。10月31日，隨R1SE獲得亞洲新歌榜年度盛典年度最受歡迎新團體獎。12月1日，參加R1SE大團綜、同齡青年破壁碰撞紀實真人秀《十一少年的秋天——炸裂狂想曲》。12月3日，隨R1SE獲得時尚COSMO“傳承•美”年度團體獎。12月9日，組合EP《就要擲地有聲的炸裂》獲得TMEA騰訊音樂娛樂盛典年度最佳團體專輯獎。12月26日，與焉栩嘉、翟瀟聞、趙磊、趙讓為動畫電影《熊出沒·狂野大陸》演唱的插曲《奇蹟無限》上線。此外，還隨R1SE舉辦了“WE ARE R .1.SE-2019 R1SE全國巡迴演唱會”。
2020年1月5日，隨R1SE發行組合第二張音樂EP《炸裂狂想曲》，收錄了包括《星星泡飯》、《赤腳追光》等在內的6首歌曲。 1月11日，隨R1SE參加2019微博之夜，並榮獲微博年度最佳團體。5月29日，參加音樂團體競演節目《炙熱的我們》。 6月12日，隨R1SE發行組合第三張音樂EP《曜為名》，收錄了包括《曜》、《24HOURS》等在內的6首歌曲。 7月5日，參加R1SE專屬小團綜《Super R1SE•週年季》。8月7日，参加浙江卫视户外竞技真人秀《奔跑吧》第100期。8月14日至8月16日，參加《超新星運動會》第三季，參與跳高，和平精英等六個項目。8月18日，為《舒克貝塔》演唱的主題曲《舒克貝塔2020》上線。
2021年4月24日，以R1SE成員參加《創造營2021》總決賽，並首次演唱新歌《ZOOM》。4月29日，隨R1SE發行組合告別限定專輯《我們，破曉星辰》，收錄了《ZOOM》、《彼方世界》等歌曲。同日，R1SE解散團綜《我們，破曉之前》上線。5月2、3日 在上海梅奔舉辦「我們，破曉星辰」R1SE告別限定演唱會，5月11日，主演由耀客傳媒出品的高概念都市偶像劇《完美的他》開播，在劇中飾演擁有雙重性格的男主角陸嘯，這是他的第一部影視劇 。2021年6月13日，隨R1SE男團，舉辦R1SE的最後一場演唱會。2021年6月14日，正式從R1SE畢業，並成立工作室，工作室由騰訊旗下的海南周天，悅凱娛樂作為首席經紀公司及原生公司原際畫共同經營。2021年7月4日，加盟東方衛視戶外綜藝《極限挑戰寶藏行 (第二季)》，解散後以個人名義參加首個常駐綜藝。2021年6月30日，獲得新浪新聞-發現•Z世代《品質男演員》獎項，這是他首次以演員身份獲獎。2024年，參與綜藝節目《無限超越班2》。

## 音樂作品

### 迷你專輯
| 專輯 | 發行日期      | 專輯資料                                                            | 曲目                                      |
| 1st  | 2022年6月21日 | 《BEGIN-NING》 - 語言：國語 - 唱片公司：悅凱音樂 - 備註：個人首張EP | 曲目 1. BLANK 2. 環遊宇宙 3. 窗台上的烏雲 |

### OST
| 發行日期       | 歌曲名稱     | 合作演唱者                 | 備註                                  |
| 2019年8月3日   | 少年如故     | 翟瀟聞、劉也、任豪、趙磊   | 動畫《魔道祖師》 羨雲篇推廣曲既片尾曲 |
| 2019年12月25日 | 奇蹟無限     | 焉栩嘉、翟瀟聞、趙磊、趙讓 | 電影《熊出沒·狂野大陸》 插曲          |
| 2020年8月18日  | 舒克貝塔2020 | /                          | 動畫片《舒克貝塔》 主題宣傳曲         |
| 2021年5月11日  | 是愛         | 張凌赫、顏安、常斌         | 電視劇《完美的他》 片尾曲             |
| 2021年5月11日  | Stay With Me | /                          | 電視劇《完美的他》 插曲               |
| 2023年11月21日 | 你熱愛的世界 | /                          | 電視劇《歡迎來到麥樂村》 片尾曲       |
| 2023年12月6日  | 燃心         | /                          | 電視劇《鬥破蒼穹之少年歸來》 片頭曲   |

### 《創造營2019》演唱曲目
| 期數   | 環節                 | 曲目            | 合作演唱者                                                                                   | 原唱者                                                                                       |
| 第一期 | 主題曲               | 喊出我的名字    | 全體創造營2019選手                                                                           | 全體創造營2019選手                                                                           |
| 第一期 | 入營評價舞台         | Baby            | 何洛洛、吳季峰、孫圻峻、蔡正杰                                                               | Justin Bieber/Ludacris                                                                       |
| 第三期 | 第一次分組競演       | Lesion          | 何洛洛、趙宥維、彭楚粵、肖凱中、鄧佳坤、四正                                                 | Cubi                                                                                         |
| 第六期 | 專業方向考核舞台     | 寶藏男友        | 何洛洛、任豪、余承恩、孫圻峻、鄧佳坤                                                         | 胡彥斌                                                                                       |
| 第八期 | 原創曲主題公演       | 宣言            | 祝緒丹、何洛洛、任世豪、劉特、余承恩、俞彬、豐楚軒                                           | 祝緒丹、何洛洛、任世豪、劉特、余承恩、俞彬、豐楚軒                                           |
| 第十期 | 總決賽：分組競演     | 乘風            | 何洛洛、劉也、任豪、趙讓、高嘉朗、張遠、牛超、戴景耀、豐楚軒、趙澤帆、李昀銳、趙政豪、孫圻峻 | 何洛洛、劉也、任豪、趙讓、高嘉朗、張遠、牛超、戴景耀、豐楚軒、趙澤帆、李昀銳、趙政豪、孫圻峻 |
| 第十期 | 總決賽：個人能力展示 | HUMBLE. (Remix) | /                                                                                            | Kendrick Lamar/Skrillex                                                                      |

## 影視作品

### 電視劇
| 年份   | 播出日期 | 播出平台                            | 戲劇名稱           | 角色   | 備註     |
| 2021年 | 1月7日   | 愛奇藝                              | 少年如歌           | 何洛洛 | 特別出演 |
| 2021年 | 5月11日  | 騰訊視頻 愛奇藝                     | 完美的他           | 陸嘯   |          |
| 2023年 | 11月21日 | 湖南衛視東方衛視 江蘇衛視 優酷 咪咕 | 欢迎来到麦乐村     | 趙一聰 |          |
| 2023年 | 12月8日  | 騰訊視頻                            | 斗破苍穹之少年归来 | 蕭炎   |          |
| 2025年 | 2月17日  | 湖南衛視 芒果TV                     | 180天重启计划      | 李言   |          |
| 2025年 |          | 愛奇藝                              | 定風波             | 童雙   | 特別主演 |
| 2025年 |          | 騰訊視頻                            | 子夜归             | 仙草怪 | 友情出演 |
| 待播   |          | 騰訊視頻                            | 古乐风华录         |        |          |
| 待播   |          |                                     | 我的鸵鸟先生       |        |          |

### 常駐綜藝
| 年份   | 播出時間          | 播出平台 | 節目名稱                | 備註                                                                     |
| 2017年 | 4月21日           | 熊猫TV   | 狼人殺Triple Kill       | 易安音樂社自製綜藝                                                       |
| 2017年 | 5月9日            |          | 音樂社的隨筆日記        | 易安音樂社日常記錄                                                       |
| 2017年 | 7月29日           |          | 我有哥哥了              | 原際畫暑假特別企劃                                                       |
| 2018年 | 1月6日            | 騰訊視頻 | 易安放學後              | 易安音樂社遊戲綜藝                                                       |
| 2019年 | 4月6日－6月8日    | 騰訊視頻 | 創造營2019              | 偶像男團競演養成類真人秀節目 *[以學員身份參加，獲得第二名，加入R1SE成團] |
| 2019年 | 8月11日－11月10日 | 騰訊視頻 | Super R1SE ‧ 蓄能季     | R1SE專屬小團綜                                                           |
| 2019年 | 10月12日－11月3日 | 騰訊視頻 | 超新星全運會第二季      | 體育競技節目 *[獲得男子射箭決賽季軍、男女混合4*150m接力冠軍 等]          |
| 2019年 | 12月1日－1月5日   | 騰訊視頻 | 十一少年的秋天          | R1SE專屬大團綜                                                           |
| 2020年 | 5月29日－7月23日  | 騰訊視頻 | 炙熱的我們              | 團體競演真人秀節目                                                       |
| 2020年 | 7月5日－8月23日   | 騰訊視頻 | Super R1SE ‧ 周年季     | R1SE專屬小團綜                                                           |
| 2020年 | 7月16日－8月16日  | 騰訊視頻 | 超新星運動會第三季      | 體育競技節目                                                             |
| 2021年 | 4月29日－5月20日  | 騰訊視頻 | 我們，破曉之前          | R1SE專屬畢業團綜                                                         |
| 2021年 | 7月4日－9月5日    | 東方衛視 | 極限挑戰寶藏行 (第二季) | 新概念式戶外公益節目                                                     |

## 演唱會及見面會

### 演唱會
| 年份   | 日期                            | 演唱會名稱                                           | 場館                      |
| 2017年 | 8月19日                         | 易安中學夏日校園文化祭演唱會                         | 上海盧灣體育館            |
| 2018年 | 8月4日                          | 易安中學第二屆夏日校園文化祭演唱會                   | 北京五棵松體育館          |
| 2019年 | 11月16日                        | WE ARE R.1.S.E-2019 R1SE全國巡迴演唱會               | 廣州體育場一號館          |
| 2019年 | 12月14日                        | WE ARE R.1.S.E-2019 R1SE全國巡迴演唱會               | 重慶華熙文化體育中心      |
| 2020年 | 9月23日 (10月2日騰訊視頻雲首播) | 《曜為名》首唱會                                     | 騰訊北京總部大樓          |
| 2021年 | 5月2日                          | “我们，破晓星辰”R1SE告别限定演唱会                   | 上海梅賽德斯-奔馳文化中心 |
| 2021年 | 5月3日                          | “我们，破晓星辰”R1SE告别限定演唱会                   | 上海梅賽德斯-奔馳文化中心 |
| 2021年 | 6月13日                         | 「我們，破曉星辰」R1SE告別限定演唱會最終場暨告別典禮 | 星光·視界中心             |

### 見面會
| 年份   | 日期     | 主題                                                                  | 城市 |
| 2018年 | 5月19日  | “夏天好熱，做夢要趁早”線下新歌遊園會                                  | 杭州 |
| 2018年 | 6月9日   | “夏天好熱，做夢要趁早”線下新歌遊園會                                  | 廣州 |
| 2018年 | 7月8日   | “夏天好熱，做夢要趁早”線下新歌遊園會                                  | 重慶 |
| 2019年 | 9月27日  | 2019 R1SE Fanmeeting紀錄片專場 紀錄片《一個男團的誕生》影院獨享見面會 | 北京 |
| 2019年 | 11月30日 | 專輯《就要擲地有聲的炸裂》實體專輯簽售會                              | 北京 |
| 2019年 | 12月15日 | 專輯《就要擲地有聲的炸裂》實體專輯簽售會                              | 重慶 |
| 2020年 | 11月8日  | 專輯《曜為名》實體專輯簽售會                                          | 長沙 |

## 獎項與榮譽
| 日期           | 類別 | 頒獎典禮                            | 獎項                 | 備註                       |
| 2017年12月18日 | 團體 | 2017“1218直播节花椒之夜”            | 年度新晋组合         | 易安音樂社                 |
| 2019年4月25日  | 個人 | LikeTCCAsia 2019中國最美100張新面孔 | 第61位               | /                          |
| 2019年9月6日   | 團體 | 智族GQ年度人物盛典                  | 年度團體             | R1SE                       |
| 2019年10月31日 | 團體 | 亞洲新歌榜2019年度盛典              | 年度最受歡迎新團體   | R1SE                       |
| 2019年12月3日  | 團體 | COSMO時尚美麗盛典                   | 年度團體             | R1SE                       |
| 2019年12月8日  | 團體 | 上海TMEA騰訊音樂娛樂盛典            | 年度最佳團體專輯     | R1SE《就要擲地有聲的炸裂》 |
| 2019年12月19日 | 個人 | 騰訊視頻星光大賞                    | doki年度新勢力       | /                          |
| 2019年12月19日 | 團體 | 騰訊視頻星光大賞                    | 年度男團             | R1SE                       |
| 2020年1月7日   | 團體 | 騰訊娛樂白皮書                      | 年度團體             | R1SE                       |
| 2020年1月11日  | 團體 | 2019微博之夜                        | 年度最佳團體         | R1SE                       |
| 2020年10月11日 | 團體 | BME音樂盛典                         | 年度優秀組合         | R1SE                       |
| 2020年11月9日  | 團體 | MTV EMA頒獎典禮                     | 大中華區最受歡迎藝人 | R1SE                       |
| 2020年11月17日 | 團體 | ELLE MAN電影英雄盛典                | 年度團體             | R1SE                       |
| 2020年12月20日 | 團體 | 2020騰訊視頻星光大賞                | 年度音樂專輯         | R1SE《曜為名》             |
| 2020年12月27日 | 團體 | 亞洲流行音樂大獎                    | 最佳團體(華語)       | R1SE                       |
| 2020年12月27日 | 團體 | 亞洲流行音樂大獎                    | 最受歡迎男子團體     | R1SE                       |
| 2020年12月28日 | 團體 | 中國歌曲TOP排行榜                   | 年度最受歡迎新人     | R1SE                       |
| 2021年1月7日   | 團體 | LIFE STYLE精品風格雲盛典            | 年度人氣團體         | R1SE                       |
| 2021年6月30日  | 團體 | 新浪新聞-發現•Z世代                 | 品質娛樂團體         | R1SE                       |
| 2021年6月30日  | 團體 | 新浪新聞-發現•Z世代                 | 品質綜藝             | R1SE（我們破曉之前）       |
| 2021年6月30日  | 個人 | 新浪新聞-發現•Z世代                 | 品質男演員           | 首次以演員的身份獲獎       |

## 争议事件
2020年8月，何洛洛在直播中自爆花20元购买了正版原价1000多元的盗版软件；之后，何洛洛道歉：“错了就是错了，我也意识到了自己的错误，使用‘盗版软件’是不尊重版权的行为，给大家做了不好的示范，请大家原谅！对不起！我对自己轻率的行为感到十分抱歉与愧疚”，并表示“已删除盗版软件，未来会更加注意自己的言行”。